# 布蘭德區
52°37′45″N 70°25′01″E / 52.62917°N 70.41694°E

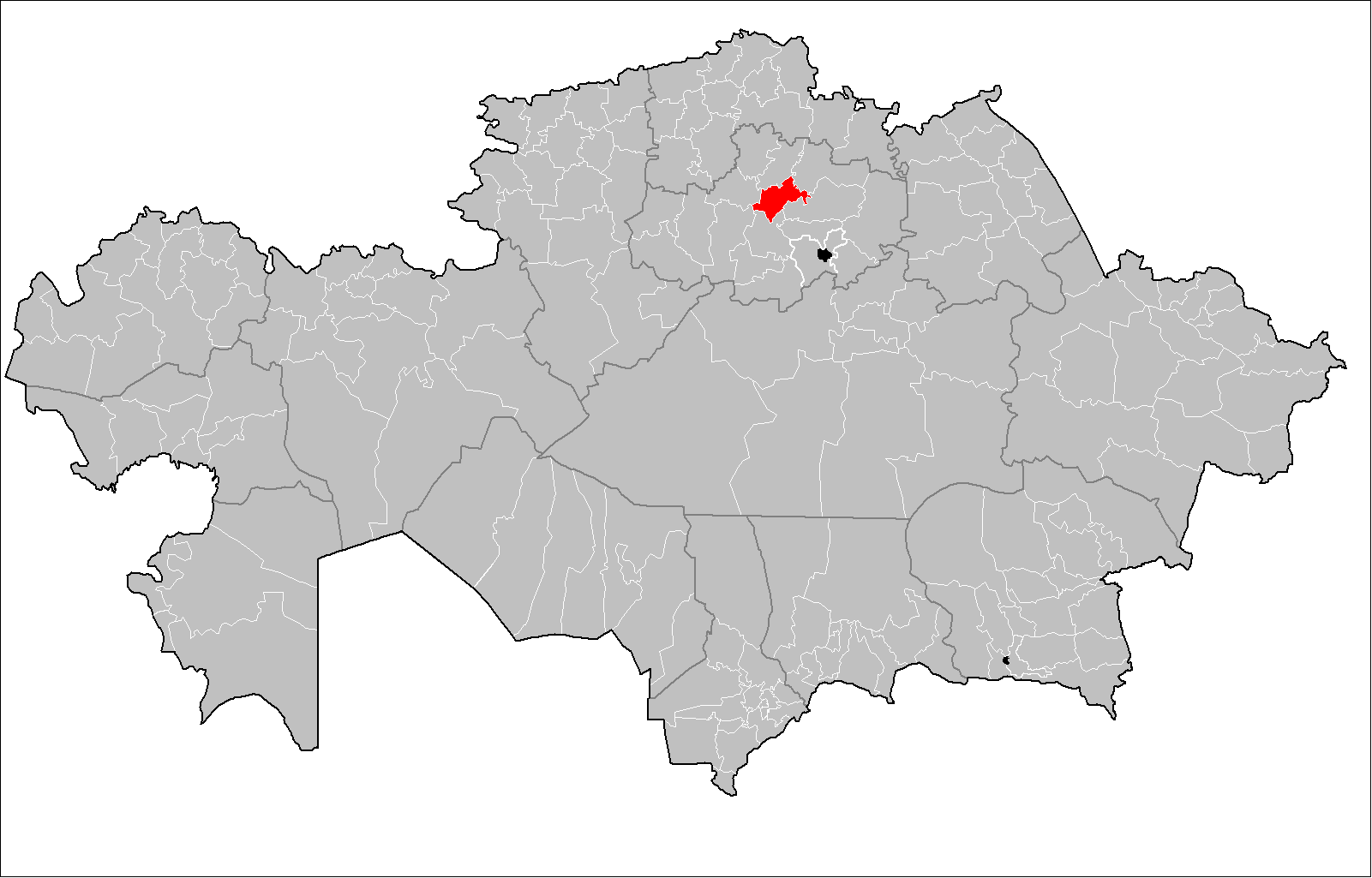

布蘭德區是哈薩克斯坦的行政區，位於該國北部，由阿克莫拉州負責管轄，首府設於馬金斯克，始建於1930年，面積6,400平方公里，2013年人口34,761。